# Erysichthon (Athen)
Erysichthon (altgriechisch Ἐρυσίχθων Erysíchthōn) ist eine Gestalt der griechischen Mythologie.
Er war Sohn des Königs Kekrops I. von Athen und der Aglauros. Er soll ein hölzernes Bild der Göttin Eileithyia von der Insel Delos geholt haben und starb auf der Rückreise noch zu Lebzeiten seines Vaters. Nach Hieronymus errichtete er den Apollon-Tempel auf Delos. Seine letzte Ruhe fand er im attischen Küstenort Prasiai, von wo die alljährliche Pilgerfahrt zum Apollon-Heiligtum auf Delos startete.